# Oliviero Carafa

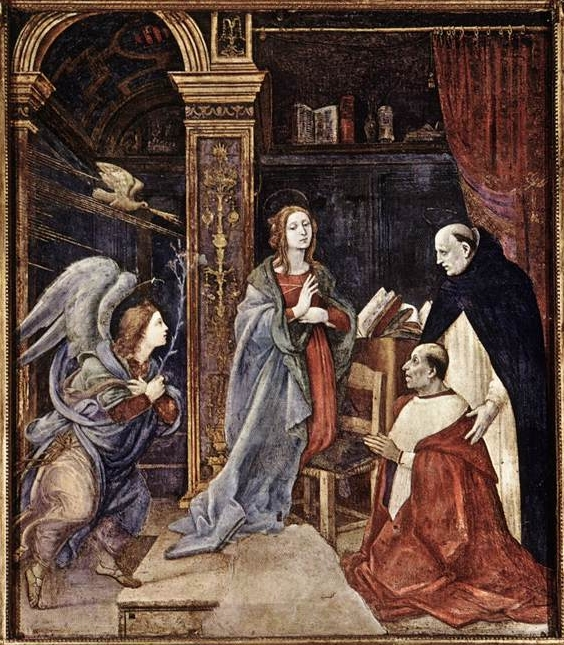
Filippino Lippi, Zvěstování s Tomášem Akvinským a Olivierem Carafou, freska v Římě (1488–1493)

Oliviero Carafa (10. března 1430 Řím – 20. ledna 1511 tamtéž) byl neapolský arcibiskup a kardinál římskokatolické církve.

## Životopis
Oliviero Carafa se stal v roce 1458 arcibiskupem Neapole. Papež Pavel II. ho 18. září 1467 jmenoval kardinálem (titulární kostel Sant'Eusebio). V roce 1472 byl jako admirál pověřen papežem Sixtem IV. velením flotily, se kterou po několika letech bojů s Turky dobyl Smyrnu a přístav Satalia[zdroj⁠?!] v severní Africe.
Cafara byl mecenášem architektury v Neapoli a Římě.